# ジェス・ウォー
ジェス・ウォー（Jesse Waugh、1974年 - ）は、 絵画、映画、脚本、音楽などの分野で活躍するアメリカのアーティスト。短編映画 "El Angel" がロサンゼルス現代美術館で開催された第5回ロサンゼルス・フリーウェイブ・フェスティバルで上映された。

## 略歴
カリフォルニア州バークレーで生まれた。
1990年代初めにロサンゼルス・シティー・カレッジ、パサデナ・シティー・カレッジ、東ロサンゼルス大学、 サンフランシスコ市大学などで学び、この間に様々な美術・芸術の手法を試した。
17歳のときに制作した短編無声映画 El Angel は、人間の欲望がどのように美術や商業を腐食していくかや、ロサンゼルスの街の誕生、全盛期と死を描いている。この映画は、1996年にロサンゼルス現代美術館で開催された第5回ロサンゼルス・フリーウェイブ・フェスティバルで上映された。2000年にサンフランシスコ州立大学を卒業後、ヨーロッパとアメリカの間を行き来し、2015年にはブライトン大学で芸術祭に参加。
ウォーが撮影・制作した作品のいくつかは教育関連の番組に使用された。2009年には BBCのドキュメンタリー番組、"Rocket Science" の中で教育教材として使われた「芸術的プリズム」を製作した。2012年にはナショナル・ジオグラフィック・チャンネルの番組、”Access 360° World Heritage”の第1話で、ウォーの撮影した熱帯雨林の映像が使用された。マルティン・ジョンソン・ヘイドの作品のリメイクとした彼の作成した絵画は、ローレン・ラブの著作「The Rise and Fall of the Trevor Whitney Gallery」のカバーに使用された。

### 概念的なスタイル
ウォーは自身の作品を、ラテン語由来の"pulchrism"という言葉で表している。ウォーによれば、「パルクリズム」は美の追求をアートの目的とする理論であり、現代アートの中で起きた醜いものを賞賛する考えやスタッキズムなどの動きとは対照的な概念である。

## 展示会

### 映画
- 1997年 –ロサンジェルス・フリーウェイブ・フェスティバルにて "El Angel" 公開'（グループ作品）[2]
- 2003年 –ブラウン大学環境科学センターにて "Nanay" 公開[11]
- 2008年 –ニューヨークピル賞にて "El Angel" と "Hydrophobe" を公開 [12]

### ビジュアルアート
- 1997年 –ロサンゼルス、フリー・エグジビション・ノット・プロスティトゥーション・ギャラリーにて個展開催[13]
- 2015年 –イギリス、ブライトン大学にて "Posthumous"（グループ展）開催[14]
- 2015年 –ドイツ、Horn-Bad Meinberg、Ingeborg Verladにて "Butterflies"[15]
- 2015年 –イギリス、ブライトン、グランド、パレード・ギャラリーにて ”Beauty Sublime" 開催（グループ展）[16][17]

## 著作
- 本「Portrait of an Artist and His Strivings for Pulchrism 」 (2011)　ISBN 978-1621545668
- 本「Pulchrism: Championing Beauty as The Purpose of Art 」(2015), ISBN 978-1943730049
- 絵画「2013年」（2013）, ISBN 9781630412272
- 絵画「2014年」（2015)
- 絵画「2015年」（2016)